# Cirkusz-KA
A Cirkusz-KA egy saját zenét játszó szabad, magyar világzenei együttes.

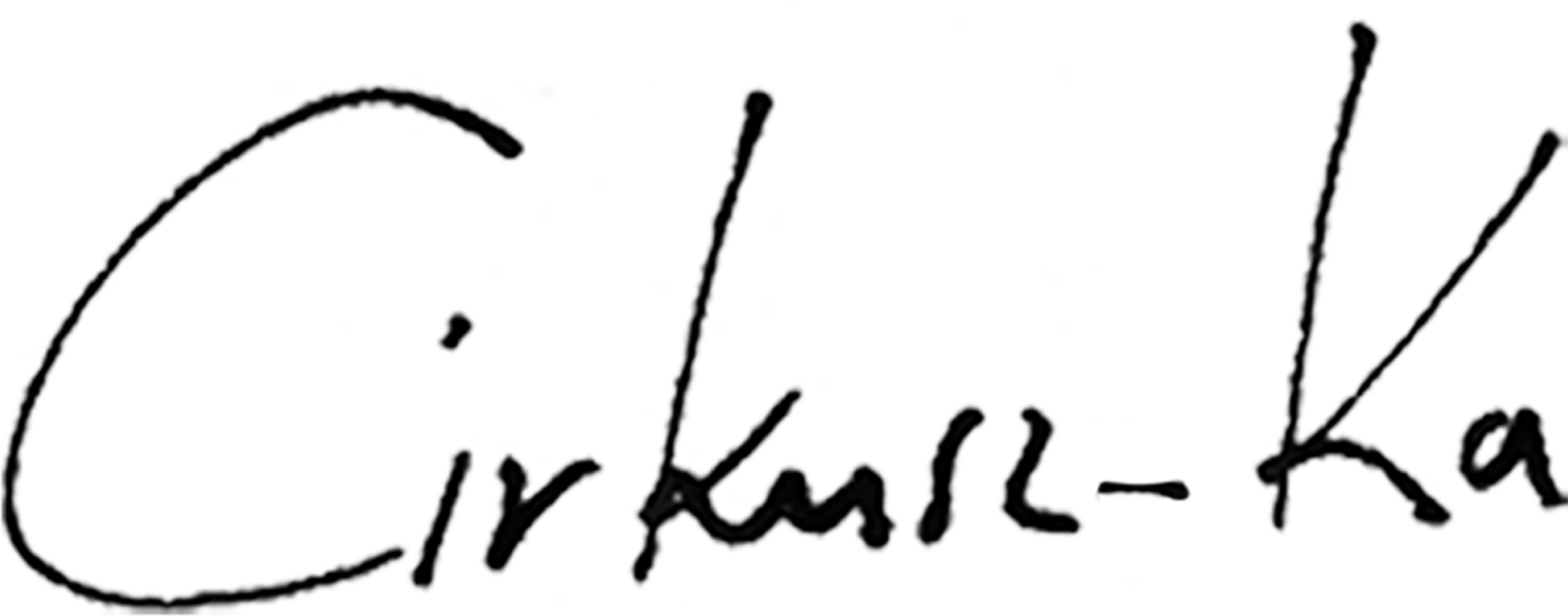
A Cirkusz-KA logója

## Története
A Cirkusz-KA 2009-ben duóként alakult Szlávics Anna és Rock Tamás együtteseként.
Kötéltánctangó címmel 2011-ben kiadták első lemezüket, melyen Szlávics Anna énekét és multi-instrumentális (kalimba, melodika, ütőhangszerek, játékok) valamint, Rock Tamás klasszikus gitárjátékát Simon István gadulkán és udon kísérte.
Az eredeti duó ezután trió és kvartett formájában Európa több nagyvárosi fesztiválján (például Bern, Barcelona, Hamburg, Wrocław-Buskerbus, Ferrara fellépett. A Cirkusz-KA Budapesten rendszeresen fellép a Szimpla kertben is.

## Tagok
- Clemente Gábor
- Rock Tamás
- Szalay Tamás Géza
- Szlávics Anna

## Munkái
A Cirkusz-KA libre art formában is terjeszt például a Wikimédia Commonson, több száma pedig pay-as-you-want formában is letölthetők. 4 fontosabb albumot adott ki eddig:
- Cirkusz-KA (EP, Szerzői kiadás)
- Kötéltánctangó (LP, NarRátor Records)
- Lélekfarsang (EP, Szerzői kiadás)
- Tavak és tengerek (LP, Szerzői kiadás)
- Városi Mese (CD+DVD LP, NarRátor Records)
- Csak az Égé (EP, Szerzői kiadás)